# العلاقات الكوستاريكية الليبيرية
العلاقات الكوستاريكية الليبيرية هي العلاقات الثنائية التي تجمع بين كوستاريكا وليبيريا.

## مقارنة بين البلدين
هذه مقارنة عامة ومرجعية للدولتين:
| وجه المقارنة                                              | كوستاريكا                                 | ليبيريا      |
| --------------------------------------------------------- | ----------------------------------------- | ------------ |
| المساحة (كم2)                                             | 51.10 ألف                                 | 111.37 ألف   |
| عدد السكان (نسمة)                                         | 4.91 مليون                                | 4.73 مليون   |
| الكثافة السكانية (ن./كم²)                                 | 96.09                                     | 42.47        |
| العاصمة                                                   | سان خوسيه                                 | مونروفيا     |
| اللغة الرسمية                                             | اللغة الإسبانية                           | لغة إنجليزية |
| العملة                                                    | كولون كوستاريكي                           | دولار ليبيري |
| الناتج المحلي الإجمالي (بليون دولار)                      | 57.06 مليار                               | 2.16 مليار   |
| الناتج المحلي الإجمالي (تعادل القوة الشرائية) بليون دولار | 74.98 مليار                               | 3.76 مليار   |
| الناتج المحلي الإجمالي الاسمي للفرد دولار أمريكي          | 11.26 ألف                                 | 455          |
| الناتج المحلي الإجمالي للفرد دولار أمريكي                 | 14.92 ألف                                 | 842          |
| مؤشر التنمية البشرية                                      | 0.766                                     | 0.430        |
| رمز المكالمات الدولي                                      | +506                                      | +231         |
| رمز الإنترنت                                              | .cr، قائمة نطاقات المستوى الأعلى للإنترنت | .lr          |
| المنطقة الزمنية                                           | 00                                        | 00           |

## منظمات دولية مشتركة
يشترك البلدان في عضوية مجموعة من المنظمات الدولية، منها:
| علم المنظمة | اسم المنظمة                               | تاريخ انضمام كوستاريكا | تاريخ انضمام ليبيريا |
| ----------- | ----------------------------------------- | ---------------------- | -------------------- |
|             | مؤسسة التنمية الدولية                     | 30 يونيو 1961          | 28 مارس 1962         |
|             | مؤسسة التمويل الدولية                     | 20 يوليو 1956          | 28 مارس 1962         |
|             | منظمة حظر الأسلحة الكيميائية              | ?                      | ?                    |
|             | الأمم المتحدة                             | 2 نوفمبر 1945          | 2 نوفمبر 1945        |
|             | الاتحاد الدولي للاتصالات                  | 13 سبتمبر 1932         | 10 أكتوبر 1927       |
|             | منظمة الشرطة الجنائية الدولية             | ?                      | ?                    |
|             | البنك الدولي للإنشاء والتعمير             | 8 يناير 1946           | 28 مارس 1962         |
|             | الاتحاد البريدي العالمي                   | ?                      | ?                    |
|             | المركز الدولي لتسوية المنازعات الاستشارية | 27 مايو 1993           | 16 يوليو 1970        |
|             | وكالة ضمان الاستثمار متعدد الأطراف        | 8 فبراير 1994          | 12 أبريل 2007        |
|             | يونسكو                                    | 19 مايو 1950           | 6 مارس 1947          |

## وصلات خارجية
- موقع وزارة الخارجية الكوستاريكية
- موقع وزارة الخارجية الليبيرية